# Hechos de Tomás

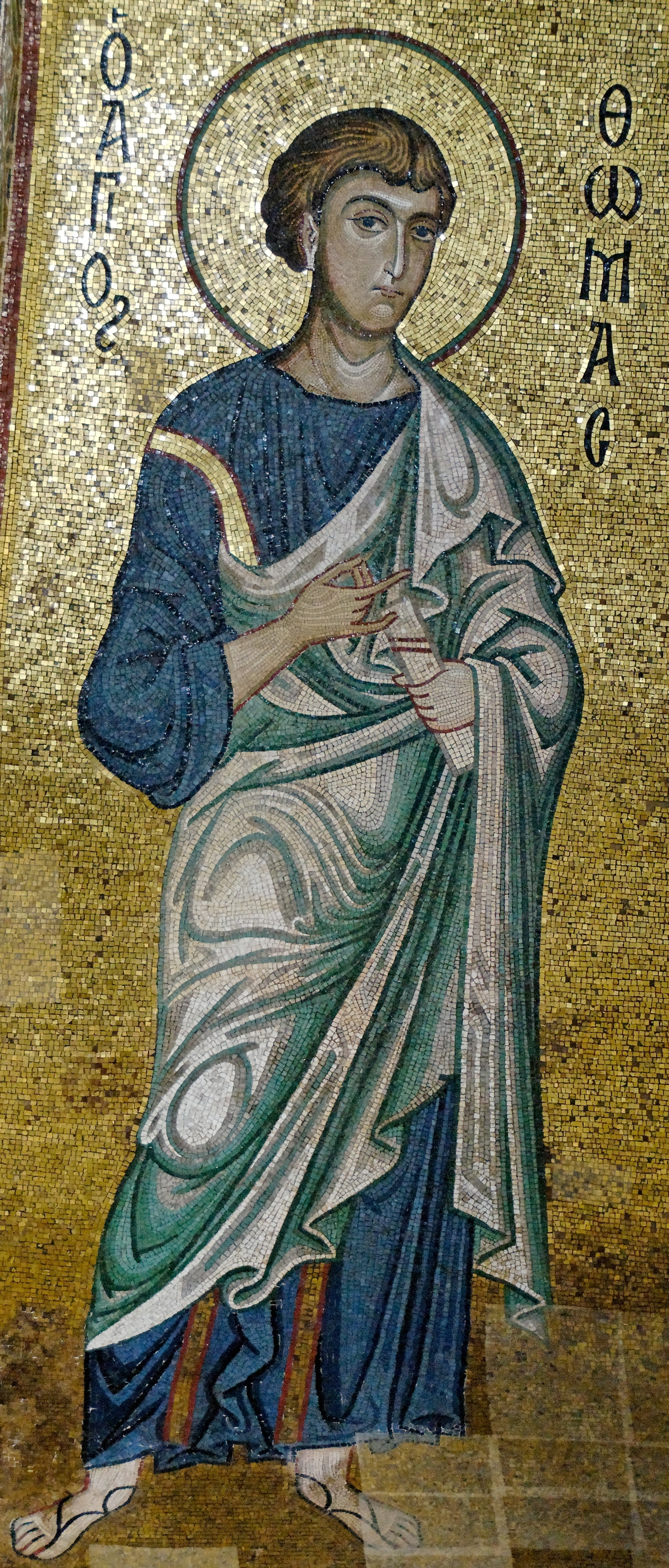
Tomás en un mosaico del en La Martorana, Palermo (Sicilia).

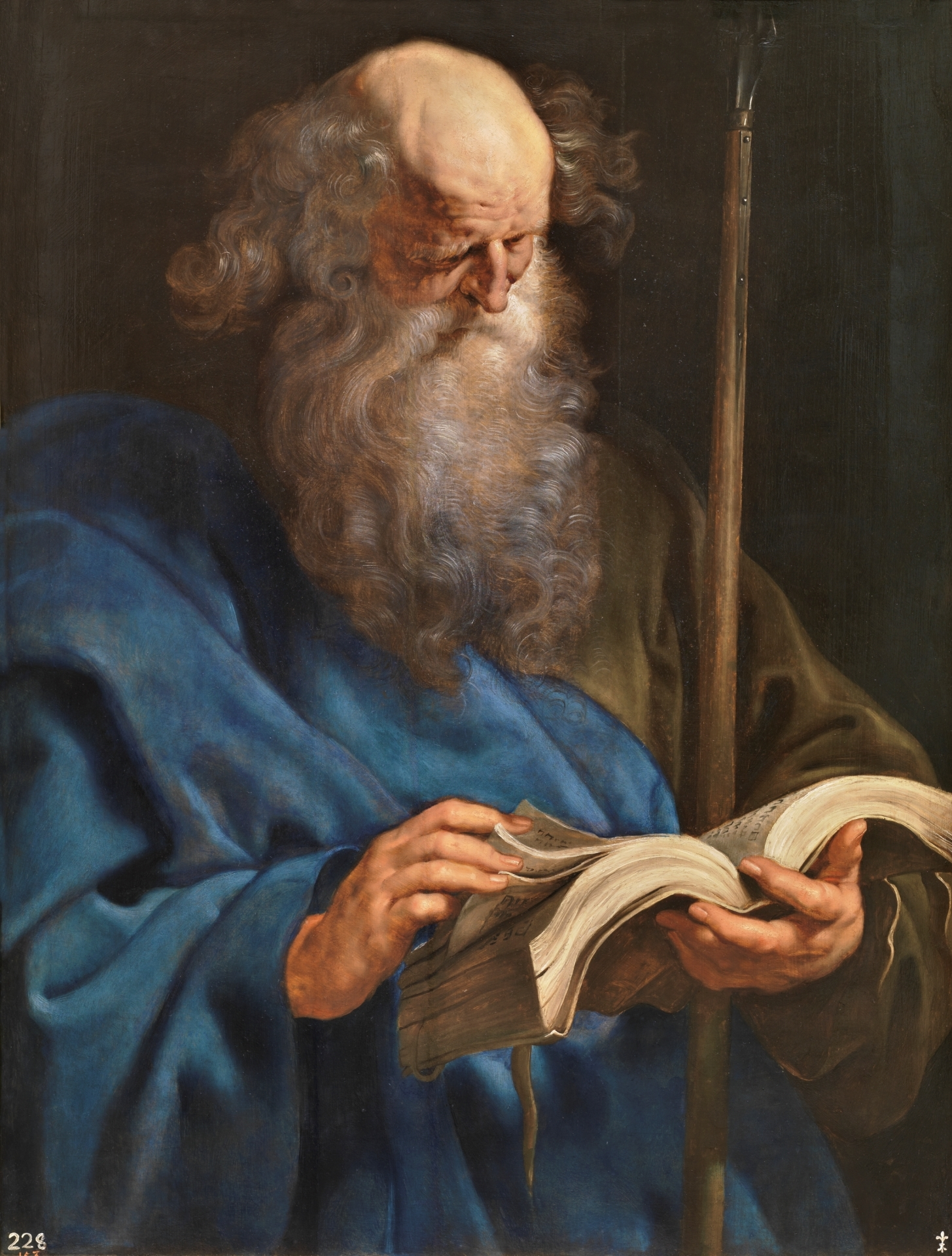
Tomás el Apóstol en una pintura de Pedro Pablo Rubens.

Hechos de Tomás (abreviadamente, HchTom) es un texto cristiano compuesto probablemente a principios del siglo III, que narra los hechos y la predicación de Tomás el Apóstol. El texto es uno de los Hechos Apócrifos, llamados también Hechos Leucianos porque se consideran que los escribió un presbítero de Asia llamado Leucio Carino (según Focio), aunque existen dudas de que fueran obra únicamente de este autor. El orden relativo de su escritura fuese probablemente los de Andrés, Juan, Pedro, Pablo, y finalmente los de Tomás.
También es el texto más gnóstico de los cinco, retratando a Cristo como 'Redentor celestial', independiente y más allá de la creación, con el poder de liberar a las almas de la oscuridad del mundo. Además revela tendencias maniqueas.
Referencias a esta obra por parte de Epifanio de Salamina muestran que se encontraba en circulación en el siglo IV. Las versiones completas que sobreviven están escritas en siríaco y en griego. Existen muchos fragmentos sobrevivientos del texto. Estudiosos han deducido a partir del griego que su original estaba escrito en siríaco, lo que ubica a los Hechos de Tomás en Edesa, probablemente escritos antes del año 240 d. C. Sin embargo, los manuscritos sobrevivientes en siríaco han sido editados para purgarlos de los pasajes más abiertamente encratistas y poco ortodoxos, de manera que las versiones en griego reflejan la tradición más antigua.
Los Hechos de Tomás (que no deben confundirse con el Evangelio de Tomás) consisten en una serie de Hechos (en latín, passio) que ocurrieron durante la misión evangelista de Judas Tomás («Judas el gemelo») a la India noroccidental, específicamente al Reino indo-Parto. Concluyen con su martirio: muere atravesado por lanzas, habiéndose ganado la ira del monarca MIsdeo, de quien se cree corresponde a Abdagases I, un virrey de Gondofares en Sistán, actual sur de Afganistán, a raíz de haber convertido a las esposas de Misdeo, así como a su familiar Carisio. Tomás fue encarcelado mientras convertía seguidores indios que había atraído al obrar milagros.
La tradición cristiana rechaza los Hechos de Tomás como apócrifos y pseudoepigráficos.

## Manuscritos
De los cinco apócrifos del Nuevo Testamento, esta es la única obra que se conserva íntegramente. Aunque la versión conocida más antigua es en griego, probablemente se tratase de una traducción de un escrito en siríaco, lo que sitúa los hechos en la ciudad de Edesa. Las referencias a esta obra de Epifanio de Salamina muestran que tuvo una amplia circulación a principios del siglo IV. Hay muchos fragmentos sobrevivientes del texto en griego y siríaco. Sin embargo, los manuscritos siríacos sobrevivientes han sido editados para purgarlos de los pasajes abiertamente encratitas más bien poco ortodoxos, de modo que las versiones griegas reflejan una tradición anterior.
Sobreviven fragmentos de otros cuatro ciclos de romances alrededor de la figura del apóstol Tomás, pero no debe confundirse con los primeros 'dichos' del Evangelio de Tomás. Para la Anchor Bible Dictionary, al igual que otros hechos apócrifos que combinan leyendas populares y propaganda religiosa, la obra intenta entretener e instruir. Además de las narraciones de las aventuras de Tomás, sus elementos poéticos y litúrgicos proporcionan una importante evidencia de las primeras tradiciones cristianas sirias.

## Contenido
Los Hechos de Tomás es una serie de actos episódicos (del latín, passio) que ocurrieron durante la misión evangélica de Judas Tomás ('Judas el Gemelo') en la India. Predica el ascetismo que termina siendo una parte fundamental en la obra y contrasta el mundo terrenal con el celestial revelado por Cristo, por el que los creyentes deben renunciar a los placeres del mundo material para alcanzar, a través de una vida de santidad su verdadera naturaleza interior espiritual. Termina con su martirio, muriendo atravesado por lanzas, habiéndose ganado la ira del monarca Misdeo debido a la conversión de las esposas de Misdeo y un pariente, Carisio. El personaje principal es una mujer acaudalada, Migdonia que va siempre acompañada por su sirvienta Marcia. Otros personajes que seguirán las enseñanzas de Tomás son Sifor, uno de los capitanes reales y el hijo de Misdeo, Vazan (a veces conocido como Yuzanes). Fue encarcelado mientras convertía a seguidores indios ganados mediante la realización de milagros.
Una de las características más sobresalientes de la obra es la información tan detallada que proporciona sobre las prácticas y creencias de la primitiva iglesia siríaca. Así, se llega a describir un ritual de iniciación en el caso de Migdonia, pasado el cual, los creyentes pasan a formar parte de la Iglesia.
Incorporado a los Hechos de Tomás en diferentes lugares según las diferentes tradiciones manuscritas se encuentra un himno siríaco, El Himno de la perla (o Himno del alma), que forma parte del relato de Migdonia, un poema que ganó gran popularidad en los círculos cristianos convencionales. Este himno es más antiguo que los hechos en los que se ha insertado, y merece la pena apreciarlo por sí mismo. El texto se interrumpe con la poesía de otro himno, que comienza con 'Ven, santo nombre del Cristo que está por encima de cada nombre' (2.27), un tema que fue tomado por el cristianismo católico en el siglo XIII como el Santo Nombre. 

### Estructura de la obra
El texto está subdividido en trece escenas o hechos a las que sigue un relato de su martirio:
1. Cuando fue a la India con Abbanes el comerciante, que empieza con la distribución por sorteo de los territorios de misión entre los Apóstoles.
2. Sobre su estadía bajo el rey Gundaforo.
3. Sobre el sirviente.
4. Sobre el potro.
5. Sobre el demonio que tomó el cuerpo de una mujer.
6. Sobre el joven que asesinó a una mujer. Una pareja joven comienza a tener problemas matrimoniales cuando la esposa demuestra estar muy dispuesta a tener relaciones sexuales mientras el esposo aboga por la castidad, honrando las enseñanzas de Tomás. Entonces, el esposo mata a su esposa y va a tomar la Eucaristía con otros en presencia del apóstol. Pero su mano tiembla y Tomás se da cuenta de que ha cometido un delito. Después de ser interrogado, revela su crimen y sus razones. Tomás lo perdona, porque sus motivos eran puros y va a buscar el cuerpo de la mujer hasta que la encuentra. En una posada, Tomás y las personas que lo acompañan ponen sus manos sobre su cuerpo en un camastro, y después de rezar, hace que su esposo tome la mano de su mujer, a lo que vuelve a la vida. La historia tiene claramente temas gnósticos de muerte y resurrección, la muerte no es algo malo, sino el resultado de la búsqueda del conocimiento gnóstico y la resurrección a una vida mejor después de alcanzar ese conocimiento.
7. Sobre el Capitán (Sifor).
8. Sobre los asnos salvajes.
9. Sobre la esposa de Carisio (Migdonia).
10. Donde Migdonia recibe el bautismo.
11. Sobre la esposa de Misdeo (Tercia).
12. Sobre Yuzanes (o Vazan), el hijo del rey Misdeo.
13. Donde Yuzanes recibe el bautismo con el resto.

- El martirio de Tomás.

La obra termina con la conversión del rey, que se vuelve sumiso ante Sifor completando los actos de Tomás "que llevó a cabo, en la tierra de los indios, cumpliendo con los mandamientos del que lo había mandado".
Aunque Gregorio de Tours hizo una versión, la corriente principal de la tradición cristiana rechaza los Hechos de Tomás como pseudopigráficos y apócrifos. La Iglesia Católica finalmente confirmó los 'Hechos' como heréticos en el Concilio de Trento.